# Expo ’98
Expo ’98 – wystawa światowa, zorganizowana w Lizbonie w Portugalii, była otwarta dla zwiedzających od 22 maja do 30 września 1998 przez 132 dni. Tematem przewodnim tej wystawy było hasło: Oceany, dziedzictwo dla przyszłości. Tereny wystawowe zlokalizowano w północnej części miasta, Parque das Nações (pol. Park Narodów), nad rzeką Tag.

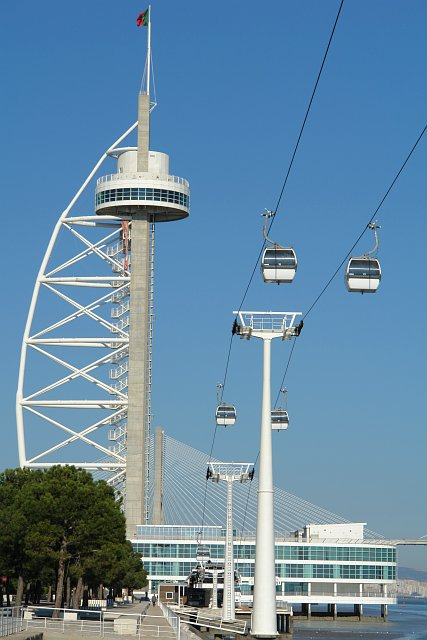
Wieża Vasco da Gama i kolej gondolowa

Do dzielnicy miasteczka wystawowego zbudowano nową linię metra ze stacją Oriente, dworzec kolejowo-autobusowy, duże centrum handlowe i siedemnastokilometrowy most Vasco da Gama (jeden z najdłuższych w Europie) łączący północną część miasta z południem kraju oraz 145-metrową wieżę Vasco da Gama z koleją gondolową łączącą z największym w Europie oceanarium (port. Pavilhão dos Oceanos).
Swoje ekspozycje przedstawiło 145 krajów.
2 czerwca 1998 w inauguracji „Dnia Polskiego” na wystawie uczestniczył prezydent RP Aleksander Kwaśniewski.
Obecnie na terenach powystawowych utworzono Park Narodów (port. Parque das Nações).